# Décembre 1812
Cette page présente les faits marquants du mois de décembre 1812.

## Événements
- Émeutes de Penza, en Russie ; les paysans croient à l’abolition du servage[1].
- Après la campagne désastreuse de Napoléon en Russie, Metternich propose une médiation autrichienne pour conclure une paix de compromis[2] qui aurait laissé la France dans ses « frontières naturelles » (Belgique et rive gauche du Rhin). Napoléon refuse.

- 2 décembre : première bataille de la Guerre civile entre centralistes et fédéralistes de Nouvelle-Grenade à Ventaquemada[3].

- 3 décembre : Iermolov devient chef d’État major de la Ire Armée russe[4].

- 6 décembre : création de la Société biblique de Russie, présidée par Golitsyne[5].

- 17 - 18 décembre, (États-Unis) frontière de Détroit : attaque américaine sur Jalapa, Comté de Grant (Indiana), village miami.

- 23 décembre : entrée d’Alexandre Ier de Russie à Vilna[6].

- 29 décembre :
  - l'USS Constitution coule la frégate britannique HMS Java au large des côtes du Brésil.
  - Autriche : première exécution à Vienne de la dixième sonate pour piano et violon de Ludwig van Beethoven par le violoniste français Pierre Rode et par l'Archiduc Rodolphe[7].

- 30 décembre : convention de Tauroggen. Les Prussiens (général York) signent une convention de neutralité avec les Russes[6].

- 31 décembre : bataille du Cerrito lors de la guerre d'indépendance d'Uruguay[8].

## Naissances
- 6 décembre, Louis-Nicolas Cabat, peintre et graveur français († 13 mars 1893).
- 7 décembre, Ivane Bagration de Moukhran, général-lieutenant de l'armée russe († 11 mars 1895).
- 22 décembre : Paul Auguste Ernest Laugier (mort en 1872), astronome français.

## Décès
- Franz Maria Schweitzer (né le 27 octobre 1722), magnat des affaires et banquier d'origine italienne